# Wołodźki (Litwa)
Wołodźki (lit. Valatkiškės) − wieś na Litwie, w okręgu wileńskim, w rejonie solecznickim, w gminie Paszki, 1 km na północny zachód od Paszek, zamieszkana przez 22 ludzi. 

## Historia
W czasach zaborów wieś włościańska w okręgu wiejskim Szudojnie, w gminie Dziewieniszki, w powiecie oszmiańskim, w guberni wileńskiej Imperium Rosyjskiego. W 1866  należała do dóbr Ludwinowo, własność Umiastowskich. W 1905 roku liczyła 78 mieszkańców.
W latach 1921–1945 wieś leżała w Polsce, w województwie wileńskim, w powiecie oszmiańskim, w gminie Dziewieniszki.
W 1931 w 17 domach zamieszkiwało 88 osób.
Wierni należeli do parafii rzymskokatolickiej w Dziewieniszkach. Miejscowość podlegała pod Sąd Grodzki w Holszanach i Okręgowy w Wilnie; właściwy urząd pocztowy mieścił się w Dziewieniszkach.